# Alex McAulay
 (juin 2024).
 (juin 2024).
La mise en forme du texte ne suit pas les recommandations de Wikipédia : il faut le « wikifier ».
Les points d'amélioration suivants sont les cas les plus fréquents. Le détail des points à revoir est peut-être précisé sur la page de discussion.
- Les titres sont pré-formatés par le logiciel. Ils ne sont ni en capitales, ni en gras.
- Le texte ne doit pas être écrit en capitales (les noms de famille non plus), ni en gras, ni en italique, ni en « petit »…
- Le gras n'est utilisé que pour surligner le titre de l'article dans l'introduction, une seule fois.
- L'italique est rarement utilisé : mots en langue étrangère, titres d'œuvres, noms de bateaux, etc.
- Les citations ne sont pas en italique mais en corps de texte normal. Elles sont entourées par des guillemets français : « et ».
- Les listes à puces sont à éviter, des paragraphes rédigés étant largement préférés. Les tableaux sont à réserver à la présentation de données structurées (résultats, etc.).
- Les appels de note de bas de page (petits chiffres en exposant, introduits par l'outil «  Source ») sont à placer entre la fin de phrase et le point final[comme ça].
- Les liens internes (vers d'autres articles de Wikipédia) sont à choisir avec parcimonie. Créez des liens vers des articles approfondissant le sujet. Les termes génériques sans rapport avec le sujet sont à éviter, ainsi que les répétitions de liens vers un même terme.
- Les liens externes sont à placer uniquement dans une section « Liens externes », à la fin de l'article. Ces liens sont à choisir avec parcimonie suivant les règles définies. Si un lien sert de source à l'article, son insertion dans le texte est à faire par les notes de bas de page.
- La présentation des références doit suivre les conventions bibliographiques. Il est recommandé d'utiliser les modèles {{Ouvrage}}, {{Chapitre}}, {{Article}}, {{Lien web}} et/ou {{Bibliographie}}. Le mode d'édition visuel peut mettre en forme automatiquement les références.
- Insérer une infobox (cadre d'informations à droite) n'est pas obligatoire pour parachever la mise en page.

Pour une aide détaillée, merci de consulter Aide:Wikification.
Si vous pensez que ces points ont été résolus, vous pouvez retirer ce bandeau et améliorer la mise en forme d'un autre article.
Pour les articles homonymes, voir McAulay.
Alex McAulay, né le 20 janvier 1977, est un réalisateur et romancier américain, connu pour avoir écrit et réalisé les films à suspense Frères Toxiques et A House on the Bayou.

## Carrière
McAulay est un ancien musicien de rock indépendant ; il a travaillé avec des membres de The Velvet Underground et Pixies sous le nom de « Charles Douglas ».
Il a écrit quatre romans, chez Simon & Schuster.
Il a écrit et coproduit le film Flower, avec Zoey Deutch. Le film est présenté en première au Festival du film de Tribeca en 2017. Il a ensuite réalisé, écrit et coproduit le film de suspense Frères Toxiques, avec Jack Dylan Grazer, Fionn Whitehead et Rainn Wilson. Le film était sélectionné au Festival du film Tribeca en 2020, et également présenté en première au Festival du film de Deauville de la même année. Distribué par Saban Films et Lionsgate Films, il est sorti en salles en janvier 2021,.
McAulay a aussi écrit, réalisé et co-produit le film d'horreur A House on the Bayou, avec Paul Schneider, Angela Sarafyan, Jacob Lofland et Lia McHugh. Sorti en 2021, il est distribué par Blumhouse Television, Epix, Paramount, et. Divertissements à domicile.